# Shantou
 (février 2015).
Si vous disposez d'ouvrages ou d'articles de référence ou si vous connaissez des sites web de qualité traitant du thème abordé ici, merci de compléter l'article en donnant les références utiles à sa vérifiabilité et en les liant à la section « Notes et références ».
Shantou (chinois simplifié : 汕头市 ; chinois traditionnel : 汕頭市 ; pinyin : Shàntóu shì, en minnan (chaozhou) : Swatow) est une ville-préfecture de la province du Guangdong, en Chine. Elle possède le statut de zone économique spéciale (ZES) et comptait 5 502 031 habitants au recensement de 2020
Shantou, ville importante dans l'histoire chinoise du XIXe siècle, connue alors sous le nom (minnan) de Swatow, comme l'un des ports du traité établis pour le commerce et les contacts avec les Occidentaux, a été l'une des « zones économiques spéciales » de la Chine, établies dans les années 1980, mais elle n'en a pas profité comme Shenzhen, Xiamen et Zhuhai. Cependant, elle reste le centre économique de l'est du Guangdong et abrite l'université de Shantou, qui fait partie du programme provincial intitulé Projet 211 pour le Guangdong.

## Subdivisions administratives
La ville-préfecture de Shantou exerce sa juridiction sur sept subdivisions - six districts et un xian :
- le district de Chaonan - 潮南区, cháonán qū ;
- le district de Chaoyang - 潮阳区 , cháoyáng qū ;
- le District de Chenghai - 澄海区, chénghǎi qū ;
- le District de Haojiang - 濠江区, háojiāng qū ;
- le District de Jinping - 金平区, jīnpíng qū ;
- le District de Longhu - 龙湖区, lónghú qū ;
- le Xian de Nan'ao - 南澳县, nán'ào xiàn.

### Galerie

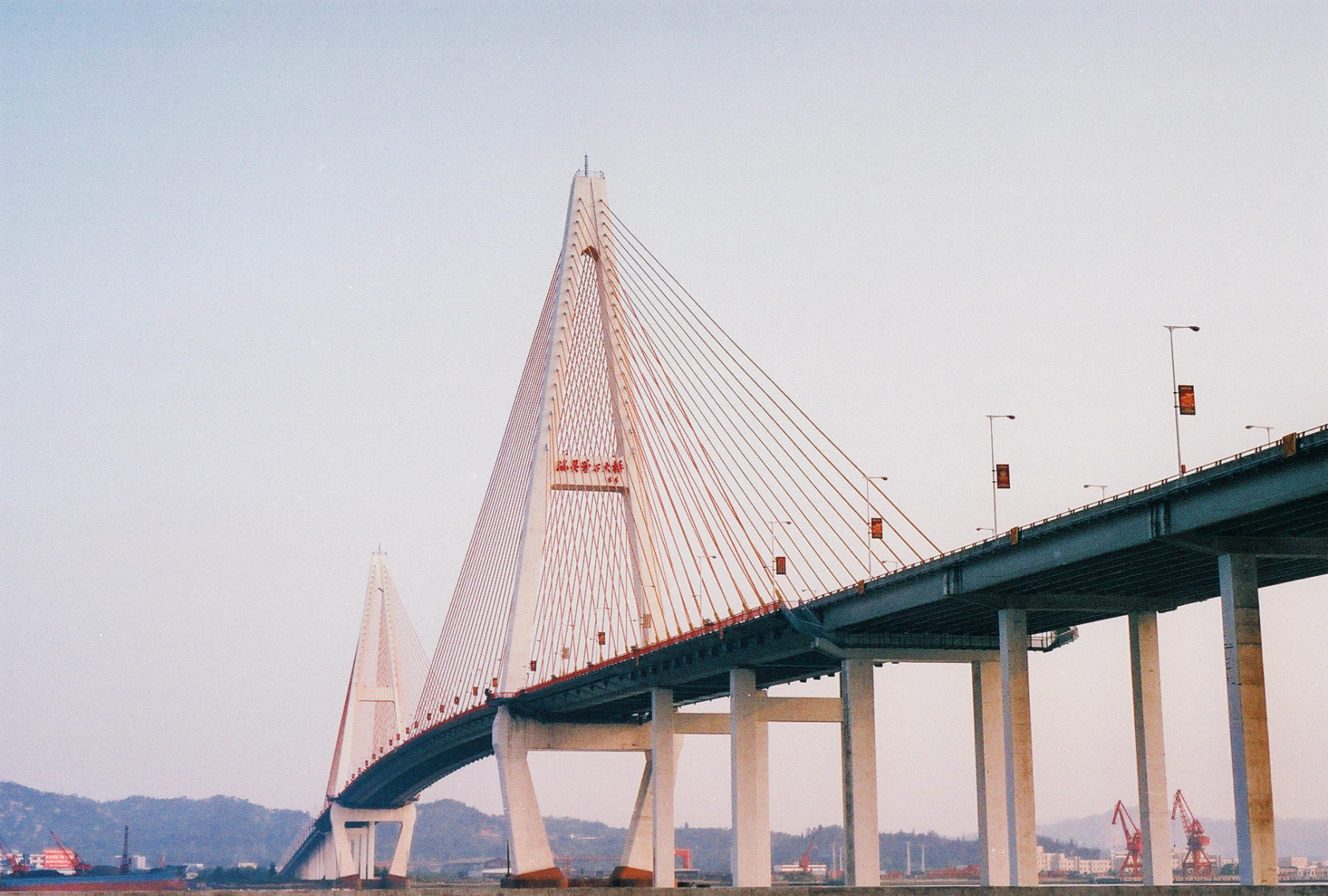
Queshi Bridge (en), de très grande longueur, est aussi l'un des ponts haubanés les plus hauts du monde, avec une portée de 518 mètres, ce qui permet le passage des plus gros navires.
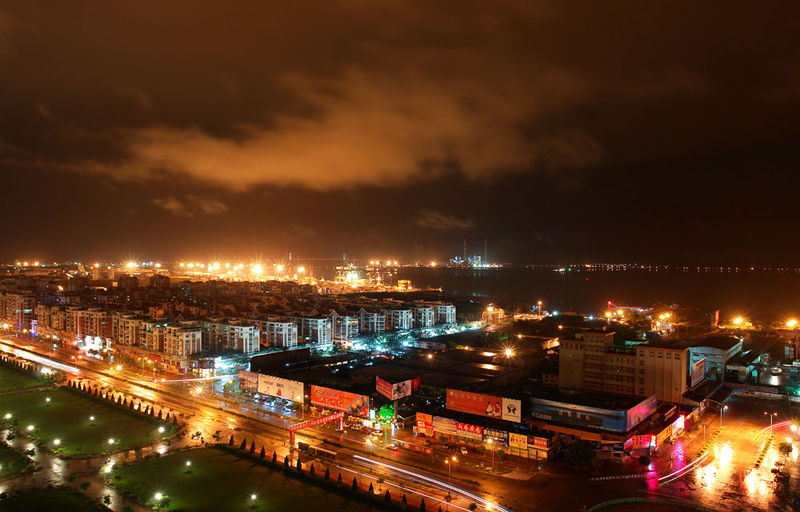
Le port de Shantou, la nuit.
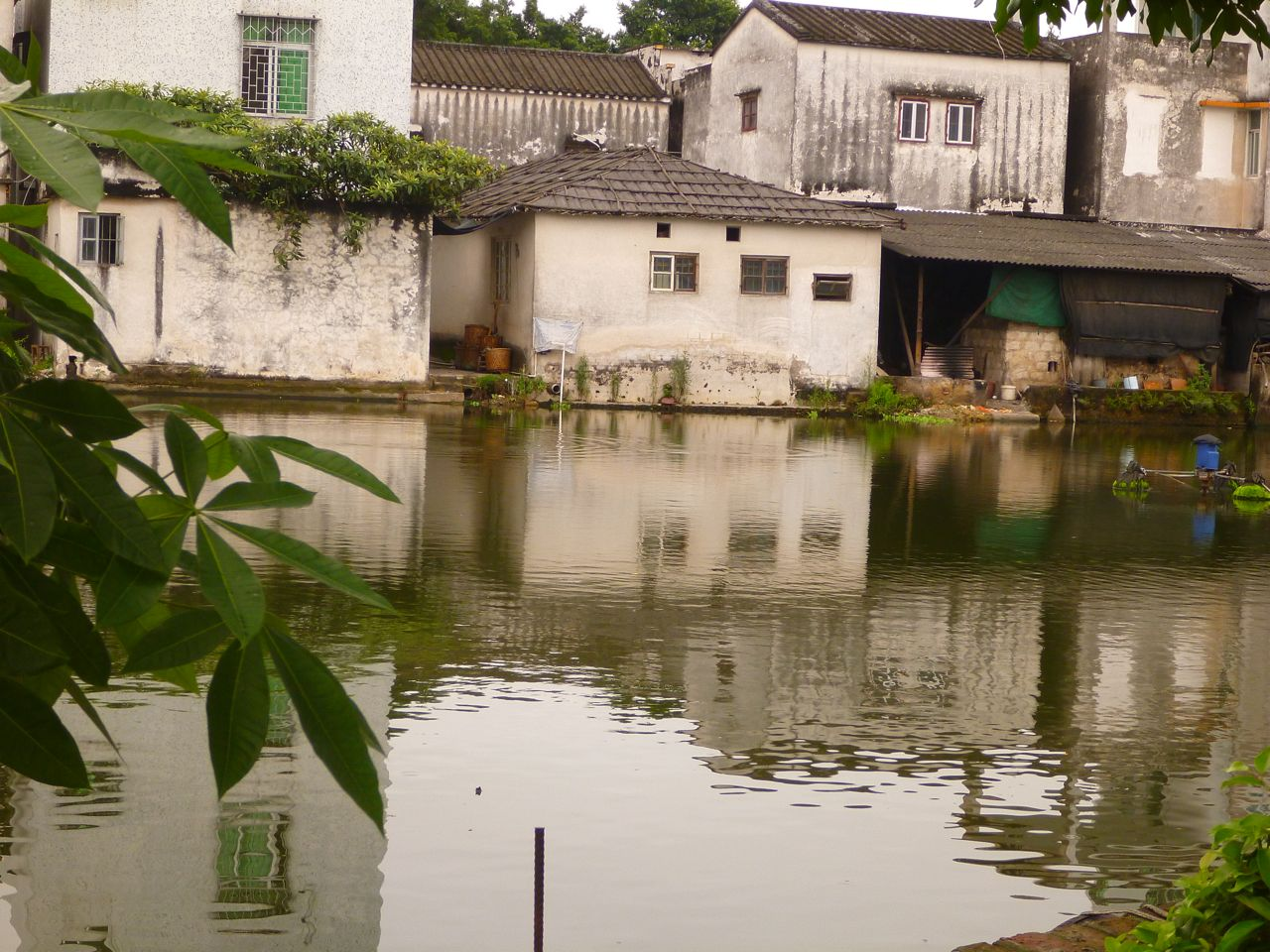
Ancien quartier au bord d'un canal.
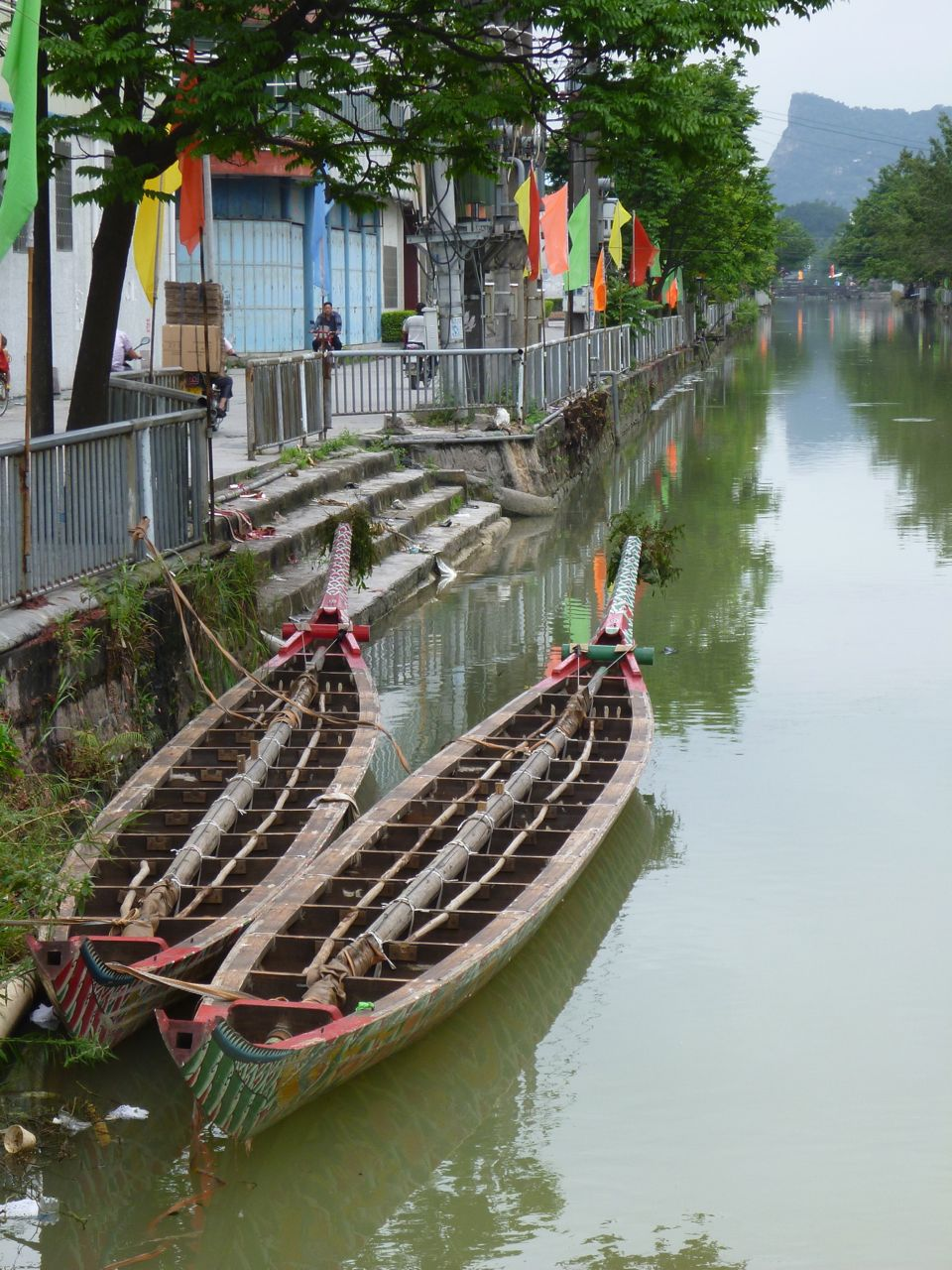
Barques au bord d'un canal.

| Map             | #            | Nom    | Hanzi       | Hanyu Pinyin | Population (2010) | Superficie (km²) | Densité (/km²) |
| --------------- | ------------ | ------ | ----------- | ------------ | ----------------- | ---------------- | -------------- |
|                 | Centre ville |        |             |              |                   |                  |                |
| 1               | Jinping      | 金平区 | Jīnpíng Qū  | 810,606      | 109               | 7,437            |                |
| 3               | Longhu       | 龙湖区 | Lónghú Qū   | 536,102      | 104               | 5,155            |                |
| Proche banlieue |              |        |             |              |                   |                  |                |
| 2               | Haojiang     | 濠江区 | Háojiāng Qū | 267,597      | 135               | 1,982            |                |
| 4               | Chaoyang     | 潮阳区 | Cháoyáng Qū | 1,626,641    | 668               | 2,435            |                |
| 5               | Chaonan      | 潮南区 | Cháonán Qū  | 1,290,922    | 596               | 2,166            |                |
| 6               | Chenghai     | 澄海区 | Chénghǎi Qū | 798,896      | 345               | 2,315            |                |
| Rural           |              |        |             |              |                   |                  |                |
| 7               | Nan'ao       | 南澳县 | Nán'ào Xiàn | 60,264       | 108               | 558              |                |

## Tourisme
Le parc Sun Zhongshan (zh)
À noter la résidence de Chen Cihong (zh) (陈慈黉故居), complexe immobilier d'une importante famille pendant l'époque coloniale. La ville offre quelques ancien bâtiments de style colonial, mélange d'éléments locaux et occidentaux, dans le quartier délimité par les routes Waima, Minzu et Shengping.
Le musée de la Révolution culturelle de Shantou (zh), au sommet du zone paysagère Tashan (zh), situé à 25 km au nord du centre-ville est un lieu important.

## Culture

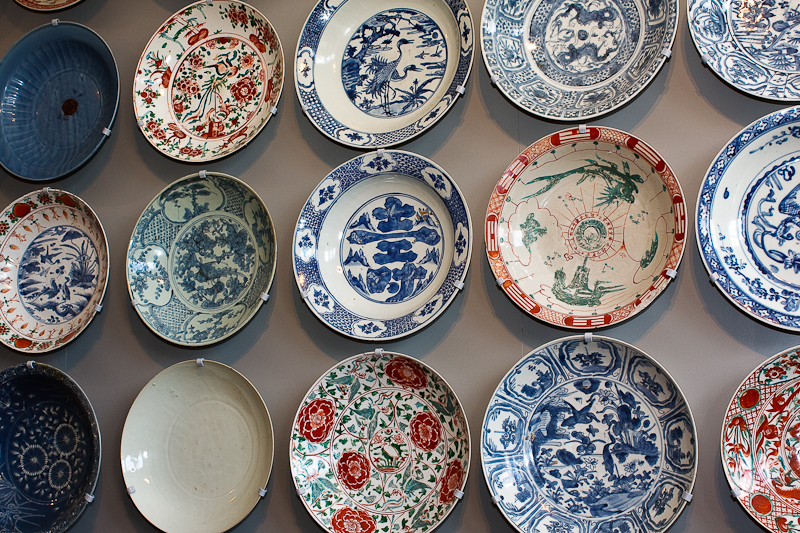
Porcelaines typique de Shantou

Shantou comporte des manufactures de porcelaines typiques de la ville (nommée swatow en chaozhou).
La langue locale de Shantou est le chaozhou, langue de Chaoshan et dialecte des langues minnan.
La ville est très attachée au gongfu cha (art du thé).
Les remparts de la ville encore présents, ont la particularité d'être faits d'un mélange de sable, de riz gluant et de coquillages, le rendant très solide.
Une importante communauté, de cette région qui était présente dans l'ex-Indochine, a fui vers l'Occident, pendant la guerre du Viet Nam.
La réussite économique des gens de Shantou et plus généralement de Chaoshan peut se résumer par la formule « Persévérer dans le travail et avoir de l'audace. »
La charité est un élément important de la culture, et des repas y sont offerts gratuitement aux plus démunis.

## Culte
La cathédrale catholique Saint-Joseph, construite en 1999-2006, est le siège du diocèse de Shantou.

## Jumelages
- Kishiwada (Japon) depuis 1990
- Saint-Jean (Canada) depuis 1997
- Cần Thơ (Viêt Nam) depuis 2005

## Transport

### Ferroviaire
La ville est notamment située sur la ligne Guangzhou - Meizhou - Shantou (zh). Elle est desservie par la gare de Shantou (zh).
La ligne à grande vitesse Meizhou - Chaoshan (zh), fonctionnant à 250 Km/h la dessert dans la gare de Chaoshan.

### Aérien
L'aéroport Shantou-Waisha (zh), a été construit en 1956, d'abord comme base militaire, puis elle est devenue à partir der 1976 un aéroport ouvert au public. Il a été fermé en 2011, au profit de l'aéroport international de Jieyang Chaoshan.